# 氨基銣
胺基銣是一個無機化合物，它由銣離子和氨基陰離子（氨的共軛鹼）構成，化學式為RbNH2。

## 制備
可由銣和氨氣加熱反應，由於銣具有很大的活性，銣可能會在氨氣中燒起來，並生成胺基銣和氢气。
2Rb + 2NH3 → 2RbNH2 + H2↑ 
也可以在室溫下使氫化銣與氨氣反應生成胺基銣，但反應非常緩慢。
RbH + NH3 → RbNH2 + H2↑ 
在氮氣中加熱氫化銣，也可以產生胺基銣，但是是副產物，主要產物是氮化銣。

## 性質

### 物理性質
胺基銣的晶體結構為立方晶系，空間群為 Fm3m，晶格參數為 a = 639,5 pm.

### 化學性質
胺基銣與水反應，形成氨和氫氧化銣。
RbNH2 + H2O → RbOH + NH3↑ 
與乙醇反應，形成乙醇銣和氨。
RbNH2 + C2H5OH → C2H5ORb + NH3↑ 